# 豊沢交通

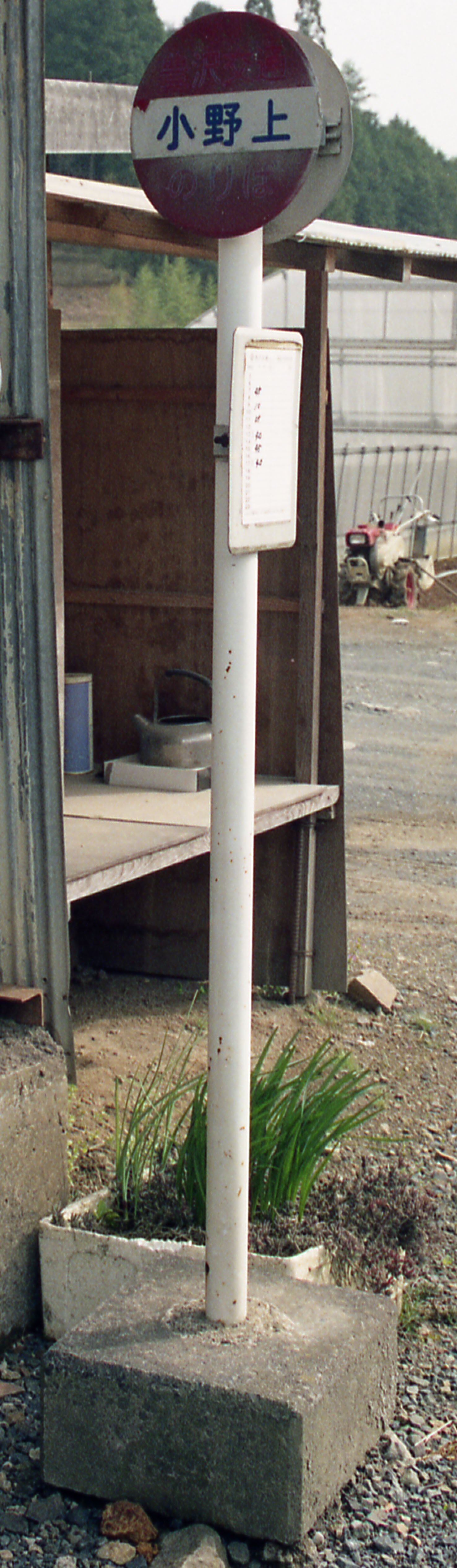
路線バスのバス停
※このバス停は現存しない

豊沢交通株式会社（とよさわこうつう）は、岡山県勝田郡奈義町に本社を置く貸切バス・タクシー事業者で、かつては奈義町内で路線バスも運行していた。社団法人日本バス協会の会員にはなっていない。

## 沿革
- 1966年10月3日 - 設立。
- 2005年 - 首都圏営業部・千葉営業所を開設。
- 2006年11月30日 - 近畿営業部・大阪営業所事業廃止。
- 2007年7月 - 大阪営業所の進出失敗から本社の経営状態が悪化。再建策として千葉営業所を売却、千葉営業所は千葉急行観光となり、豊沢交通とは関係のない別会社となった。
- 2008年10月1日 - 林野高校前 - 林野駅 - 小野上線を廃止。これにより、同社の一般路線バスは林野高校前 - 林野駅 - 豊沢線の1路線のみとなり、同時に全便休日運休となった。
- 2018年4月1日 - 林野高校前 - 林野駅 - 豊沢線を廃止し、路線バス事業から撤退[1]。

豊沢交通の路線バス事業撤退の代替として、2019年4月1日より奈義町が美作市の貸切バス事業者「株式会社のと香」に委託する形で、コミュニティバス「なぎバス」（勝間田駅 - 林野高校前 - 林野駅前 - 真加部上 - 豊沢 - ナギテラス）を運行している。

## 営業所（車庫）の所在地
- 本社営業所
  - 岡山県勝田郡奈義町高円1561-2[3]
- 兵庫営業所
  - 兵庫県たつの市新宮町福栖275-1
  - 姫路ナンバー
- 大阪営業所（2代目）
  - 大阪府豊能郡能勢町下田124-1-305
  - 大阪ナンバー

### 過去の営業所
- 近畿営業部・大阪営業所 - 2006年11月30日事業所閉鎖
  - 大阪府南河内郡太子町太子473-4
  - 和泉ナンバー
- 首都圏営業部・千葉営業所 - 2008年1月28日事業所閉鎖
  - 千葉県成田市西三里塚1-1448
  - 千葉・成田ナンバー

### かつて運行していた路線
- 林野高校前 - 林野駅 - 美作IC - 小畑 - 真加部下 - 観音堂 - 豊沢
  - 廃止直前は1日3往復で、全便休日運休だった。
- 林野高校前 - 林野駅 - 美作IC - 小畑 - 大町 - 四ツ角 - 小野上

なお、岡山県共通バスカード（発売終了）は使用できなかった。

## 車両
- 三菱ふそう製が多いが、近年は日野自動車製も導入されている。旧千葉営業所にはいすゞ自動車製も配置されていたが、千葉急行観光へ譲渡後は排ガス規制対応車両へ順次代替された。
- 貸切車は青色ベースに桃のイラストが入ったカラーリングを採用していたが、近年導入された車両は白一色に社名表記のみとシンプルな物になっている。

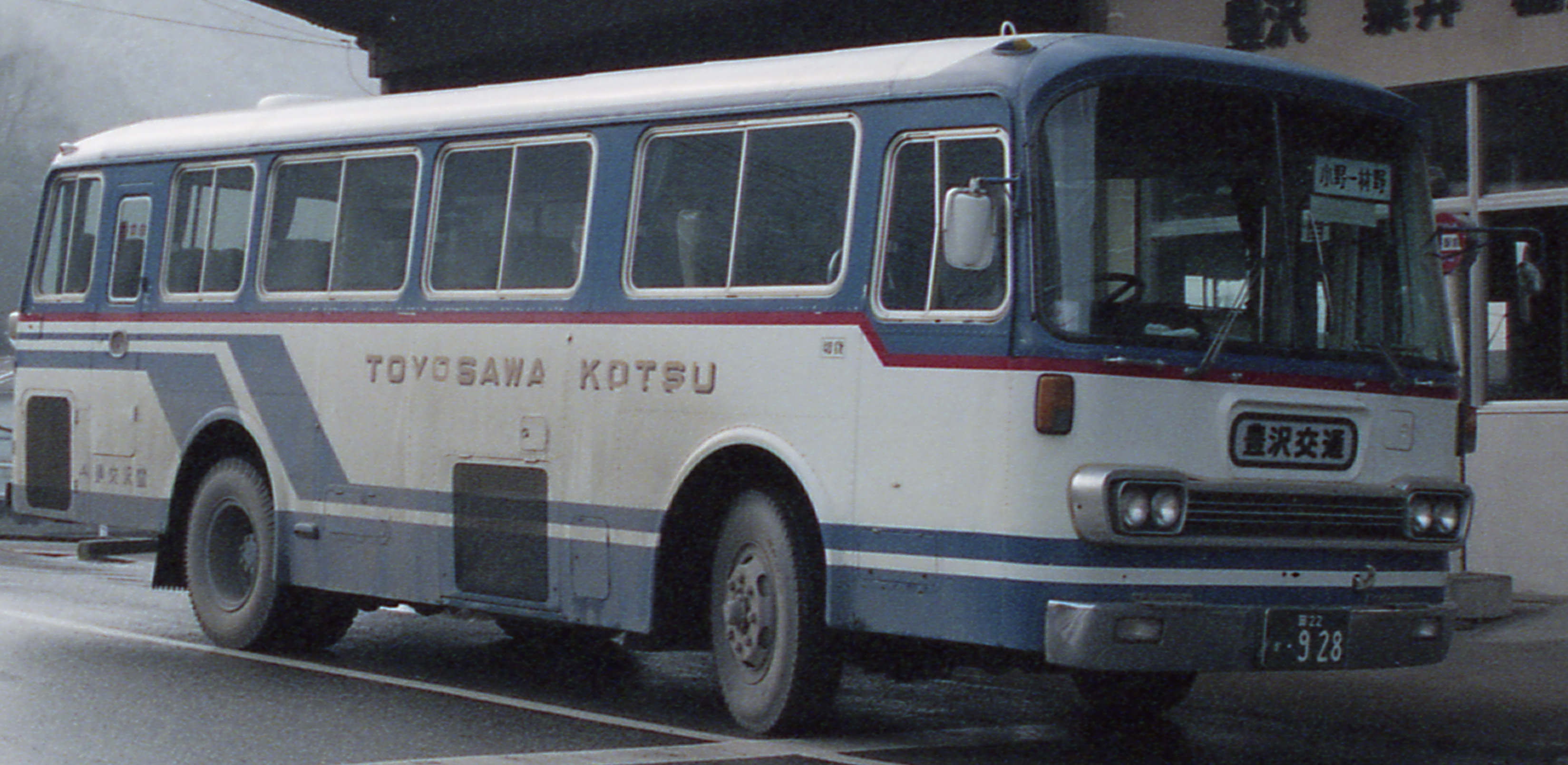
路線バスの車両（1996年2月）
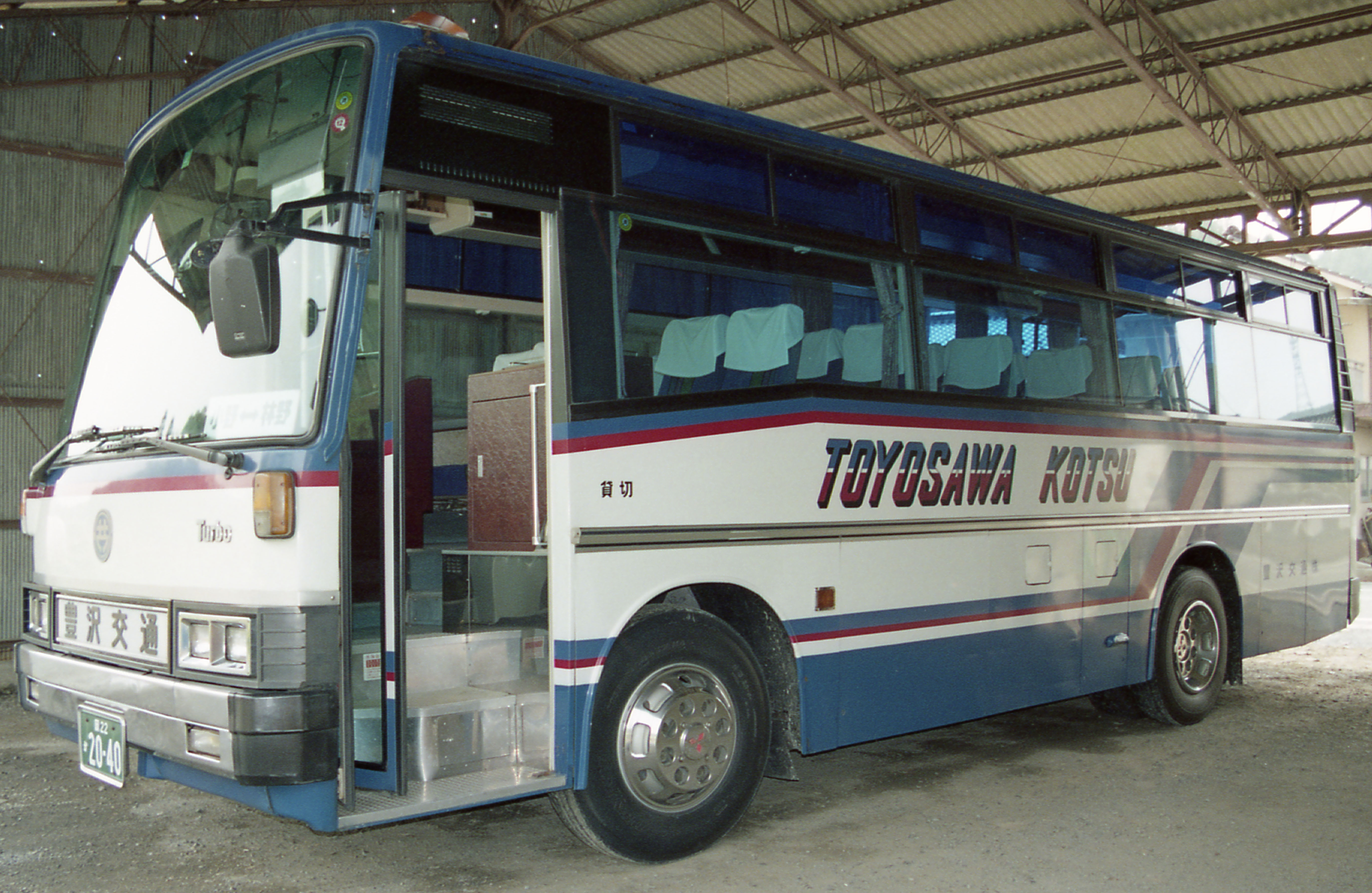
路線バスの車両（2001年4月）
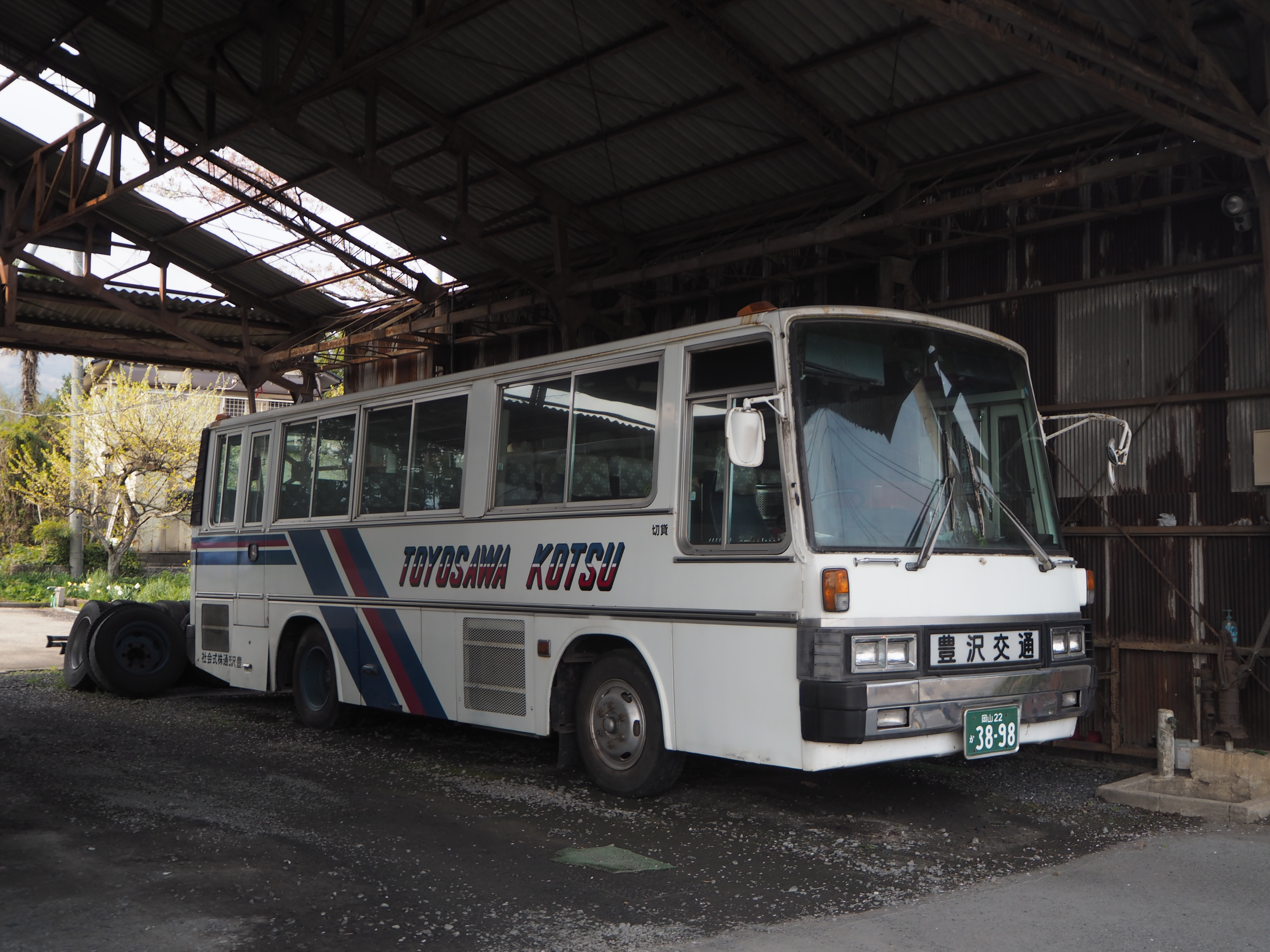
路線バスの車両（2016年4月）